# Депортиво Тачира
«Депорти́во Та́чира» (исп. Deportivo Táchira Fútbol Club) — второй по количеству выигранных чемпионатов страны футбольный клуб Венесуэлы из города Сан-Кристобаль. Девятикратный чемпион страны. Многократный участник Кубка Либертадорес.

## История
Команда была основана 11 января 1974 года. Он был образован в Сан-Кристобале родившимся в Италии Гаэтано Греко на базе им же созданного в 1970 году любительского клуба «Ювентус» (названного в честь знаменитой итальянской команды из Турина). Вновь образованный профессиональный клуб был назван «Сан-Кристобаль ФК» (исп. San Cristóbal Fútbol Club). Чуть позже название сменилось на «Депортиво Сан-Кристобаль» (исп. Deportivo San Cristóbal Fútbol Club). Команда выступала в синих и белых цветах — в таких же, что и сборная Италии.
В 1975 году команда стала выступать в жёлто-чёрной форме, похожей на форму титана мирового футбола — уругвайского «Пеньяроля». В тот момент главным тренером команды был уругвайский специалист Хосе Хиль. Кроме того, данные цвета лучше представляют штат Тачира.
В первый год (1979) пребывания в высшем дивизионе «Депортиво Тачира» стала чемпионом страны, повторила это достижения команда в 1981 и 1984 годах.
В городе к тому моменту уже существовала профессиональная команда — «Атлетико Сан-Кристобаль». В 1982 году эта команда стала чемпионом Венесуэлы и между двумя клубами даже некоторое время было противостояние. Однако в 1985 году «Атлетико Сан-Кристобаль» и «Депортиво Тачира» объединились в клуб «Унион Атлетико Тачира» (исп. Unión Atlético Táchira). В 1999 году клуб переименован в «Депортиво Тачира», что окончательно уничтожило упоминание о прошлой унии двух городских клубов.

## Достижения
- Чемпион Венесуэлы (11): 1979, 1981, 1984, 1986, 1999/00, 2007/08, 2010/11, 2014/15, 2021, 2023, 2024
- Вице-чемпион Венесуэлы (9): 1982, 1985, 1987, 1988, 1990, 1999, 2003/04, 2009/10, 2020
- Обладатель Кубка Венесуэлы (1): 1982

## Участие в международных турнирах
- Кубок Либертадорес (25): 1980, 1982, 1983, 1985, 1987, 1988, 1989, 1991, 2000, 2001, 2004, 2005, 2006, 2007, 2009, 2010, 2011, 2012, 2015, 2016, 2017, 2018, 2020, 2021, 2022
- Южноамериканский кубок (3): 2002, 2012, 2021
- Кубок КОНМЕБОЛ (3): 1993, 1996, 1997